# Cranichis apiculata
Cranichis apiculata är en orkidéart som beskrevs av John Lindley. Cranichis apiculata ingår i släktet Cranichis, och familjen orkidéer. Inga underarter finns listade i Catalogue of Life.